# Gonzalo Tiesi
Gonzalo Tiesi (Buenos Aires, 24 de abril de 1985) es un exjugador argentino de rugby que se desempeñó como centro. 

## Biografía
Sus primeros pasos en el rugby los dio en el San Isidro Club (SIC). Jugó en los clubes London Irish, Harlequins FC, London Welsh RFC y Newcastle Falcons, todos participantes del English Premiership y en el Stade Français, en el Top 14 francés. Gonzalo también ha jugado para la Selección argentina, Los Pumas. Su posición habitual era la de centro, aunque también se podía desempeñar como apertura.
Ha jugado treinta partidos con los Pumas, anotando tres tries, así como también representó a la Selección argentina en la modalidad Sevens. También jugó para la Provincia de Buenos Aires en 2005 para el torneo Nacional de Clubes que se realiza anualmente en Argentina; previamente representó a su país, tanto en los seleccionados sub-21 como sub-19.
Se retiró el 19 de julio de 2016.

## Participaciones en Copas del Mundo
En 2007 se incorporó al Seleccionado que dirigía Marcelo Loffreda para disputar la Copa del Mundo de Francia, donde obtuvo un histórico tercer puesto. También participó en la Copa Mundial de Rugby de 2011, jugando un solo partido (en el inaugural frente a Inglaterra), sin poder continuar por causa de una lesión.
| Mundial                       | Sede          | Resultado        | PJ | Tries |
| ----------------------------- | ------------- | ---------------- | -- | ----- |
| Copa Mundial de Rugby de 2007 | Francia       | Tercer puesto    | 5  | 1     |
| Copa Mundial de Rugby de 2011 | Nueva Zelanda | Cuartos de final | 1  | 0     |